# Elko (Minnesota)
Elko – miasto w Stanach Zjednoczonych, w stanie Minnesota, w hrabstwie Scott.